# Hemibystra persiba
Hemibystra persiba är en stekelart som först beskrevs av Tosquinet 1896.  Hemibystra persiba ingår i släktet Hemibystra och familjen brokparasitsteklar. Inga underarter finns listade i Catalogue of Life.